# The Coroner
The Coroner è una serie televisiva britannica trasmessa dal 16 novembre 2015 al 2 dicembre 2016 su BBC One.
Il 2 marzo 2017 la BBC ha cancellato ufficialmente la serie.
In Italia la serie è andata in onda su Rai 2 dall'11 giugno al 27 agosto 2017.

## Trama
Jane Kennedy torna a Lighthaven come coroner locale. Lavora con Davey Higgins, un sergente della polizia del Sud Dart; i due da adolescenti erano innamorati e lui le spezzò il cuore. Ora esaminano ogni morte improvvisa, violenta o inspiegabile nel distretto South Hams nella parte sud della contea del Devon.

## Episodi
| Stagione         | Episodi | Prima TV UK | Prima TV Italia |
| ---------------- | ------- | ----------- | --------------- |
| Prima stagione   | 10      | 2015        | 2017            |
| Seconda stagione | 10      | 2016        | 2017            |